# 亞歷山大山
77°17′S 166°25′E / 77.283°S 166.417°E
亞歷山大山（英語：Alexander Hill）是南極洲的山峰，座標77°17′S 166°25′E / 77.283°S 166.417°E，位於羅斯島，處於伯德山西岸，海拔高度220（720英尺），由新西蘭的探險隊繪入地圖，以隨隊的測量員命名。